# Omoedus cordatus
Omoedus cordatus är en spindelart som beskrevs av Berry, Beatty, Prószynski 1996. Omoedus cordatus ingår i släktet Omoedus och familjen hoppspindlar. Inga underarter finns listade i Catalogue of Life.